# Moustiers-Sainte-Marie
Pour les articles homonymes, voir Moustier.
Moustiers-Sainte-Marie (en provençal : Mostiers Santa Maria, selon la norme classique et Moustié-Santo-Mario selon la norme mistralienne) est une commune française, située dans le département des Alpes-de-Haute-Provence en région Provence-Alpes-Côte d'Azur.
Blottie contre un escarpement rocheux, Moustiers est souvent comparée à une crèche avec son étoile suspendue dans le vide. La commune a obtenu le label officiel Villages et cités de caractère. Elle fait partie du parc naturel régional du Verdon et est membre des associations Les Plus Beaux Villages de France et Ville et métiers d'art.

## Géographie

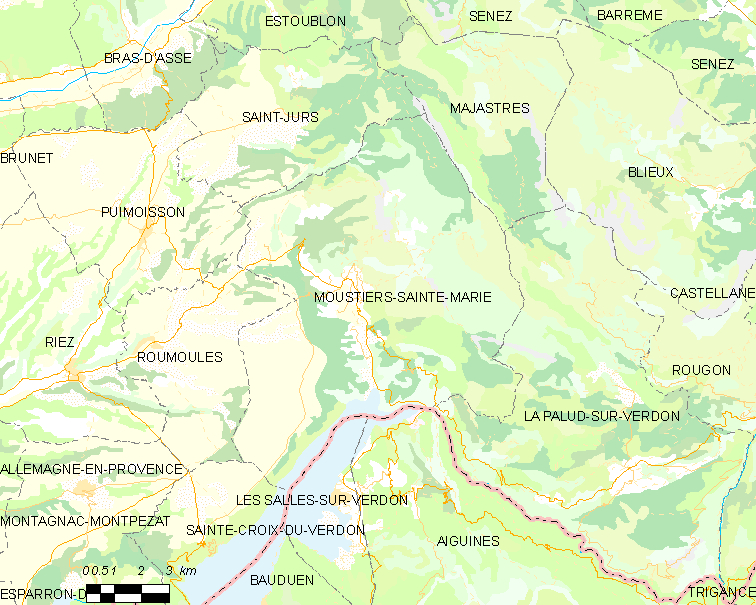
Moustiers-Sainte-Marie et les communes voisines (Cliquez sur la carte pour accéder à une grande carte avec la légende).

Les communes limitrophes de Moustiers-Sainte-Marie sont Saint-Jurs, Majastres, La Palud-sur-Verdon, Aiguines et Les Salles-sur-Verdon (dans le département du Var), Sainte-Croix-du-Verdon, Roumoules et Puimoisson.
Au point de rencontre des grandes routes touristiques du Verdon, en aval du fameux canyon, Moustiers-Sainte-Marie jouit d’une situation exceptionnelle. Le village est à environ 630 mètres d’altitude,.

### Géologie et relief
Le territoire de Moustiers-Sainte-Marie consiste en une vallée orientée nord-sud, encadrée :
- à l'ouest par le plateau de Valensole, dont le rebord est à environ 760 m d'altitude ;
- à l'est par la crête du Montdenier, culminant au Pavillon à 1 625 m d'altitude au sud et au sommet du Montdenier, au nord, à 1 751 m d'altitude ;
- et au nord par une zone de plateau vallonné faisant la transition entre montagne et plateau.

Au sud, la vallée de Moustiers-Sainte-Marie débouche dans le lac de Sainte-Croix. À l'ouest, une partie du plateau appartient à la commune.
Le massif du Montdenier s’étend sur la partie est de la commune. La montagne, peu élevée, possède plusieurs parties très escarpées, notamment au sommet, qui forme une barre, et à l'endroit où la vallée s'élève brusquement vers la montagne. Le rebord du plateau de Valensole est lui aussi très escarpé par endroits.

### Hydrographie
Le Riou se jette dans la Maïre, qui est elle-même un affluent du Verdon, la confluence s'effectuant dans le lac de Sainte-Croix. Le territoire communal est drainé par plusieurs torrents pérennes ou intermittents, qui forment des cascades parfois impressionnantes au franchissement des reliefs escarpés.
La rivière Le Colostre est également un affluent du Verdon.
La source principale est la source du ravin d'Angouire. Les eaux des torrents sont retenues par des barrages : outre celui de Sainte-Croix, on en compte plusieurs autres de taille plus ou moins étendue, comme celui sur le torrent de Vallonge, ou le Petit Lac sur la Maïre.

### Voies de communication et transports

#### Voies routières
La commune est desservie par la route départementale RD 952 (ancienne route nationale 552), de direction générale est-ouest, qui relie Castellane à Gréoux-les-Bains en empruntant la vallée du Verdon et le plateau de Valensole.
Vers le sud, la RD 957 (ancienne route nationale 557) relie Moustiers à Aiguines : elle sort de la commune en empruntant le pont du Galetas. La RD 352 dessert le plateau à partir du village.
Une ligne d’autocars relie Moustiers-Sainte-Marie à la gare routière de Marseille.

#### Services autocars

##### Lignes régionales, réseauZou!
- Moustiers-Sainte-Marie est desservie par 1 ligne de PROXIMITÉ :

| Ligne | Tracé                                                  |
| ----- | ------------------------------------------------------ |
| 450   | Castellane ↔ Moustiers-Sainte-Marie ↔ Roumoules ↔ Riez |

### Risques naturels et technologiques
Aucune des 200 communes du département n'est en zone de risque sismique nul. Le canton de Moustiers-Sainte-Marie est en zone 1b (sismicité faible) selon la classification déterministe de 1991, basée sur les séismes historiques, et en zone 3 (risque modéré) selon la classification probabiliste EC8 de 2011. La commune de Moustiers-Sainte-Marie est également exposée à trois autres risques naturels :
- feu de forêt ;
- inondation ;
- mouvement de terrain : la moitié de la commune est concernée par un aléa moyen à fort[12].

La commune est de plus exposée à deux risques d'origine technologique :
- celui de transport de matières dangereuses : la départementale RD 952 peut être empruntée par les transports routiers de marchandises dangereuses[13] ;
- celui de rupture de barrage : Moustiers-Sainte-Marie fait partie de la zone d'inondation spécifique en cas de rupture du barrage de Castillon[14],[15]. Si cette rupture advenait, l'onde de submersion passerait en crête au-dessus de celui de Chaudanne[16], et parcourrait les 45 kilomètres qui séparent le barrage de Castillon du pont du Galetas en un peu moins d'une heure[17]. L'onde arriverait déjà considérablement affaiblie, mais submergerait tout de même le pont du Galetas, les routes d'approche jusqu'à la cote 500 m (soit une montée des eaux du lac de vingt mètres)[17]. Les parties de la commune inondées seraient les rives du lac, la ferme Saint-Saturnin et le vallon situé entre le lac de Sainte-Croix et le Petit Lac, atteignant probablement le village de vacances[17]. L'onde continuerait sa course en atteignant le barrage de Sainte-Croix dix minutes après être entrée dans le lac[18]. Les prévisions estiment que le barrage contiendrait l'eau du lac de Castillon environ vingt-trois minutes, avant que l'onde le déborde et continue jusqu'à Quinson[18].

Le plan de prévention des risques naturels prévisibles (PPR) de la commune a été approuvé en 2008 pour les risques de feu de forêt, d'inondation, de mouvement de terrain et de séisme ; le dossier d'information communal sur les risques majeurs (Dicrim) n'existe pas.
La commune a été l'objet de quatre arrêtés de catastrophe naturelle : pour des inondations et des coulées de boue en 1994, et en 2003, 2016 et 2017 pour des mouvements de terrain. Dans la liste qui suit, figurent les deux tremblements de terre fortement ressentis dans la commune (dépassant une intensité macro-sismique ressentie de V sur l'échelle MSK (dormeurs réveillés, chutes d'objets)) et dont la mémoire a été conservée. Les intensités indiquées sont celles ressenties dans la commune, l'intensité peut être plus forte à l'épicentre :
- le séisme du 23 février 1887, d'une intensité ressentie à Moustiers de VII et dont l'épicentre était situé à Bussana Vecchia, en Italie[22],
- le séisme du 30 novembre 1951, avec une intensité ressentie de V et Chasteuil pour épicentre[23].

En 1994, l'incendie du quartier Tréguier a marqué la commune.

### Climat
Pour des articles plus généraux, voir Climat de Provence-Alpes-Côte d'Azur et Climat des Alpes-de-Haute-Provence.
En 2010, le climat de la commune est de type climat méditerranéen altéré, selon une étude du Centre national de la recherche scientifique s'appuyant sur une série de données couvrant la période 1971-2000. En 2020, Météo-France publie une typologie des climats de la France métropolitaine dans laquelle la commune est dans une zone de transition entre le climat de montagne et le climat méditerranéen et est dans une zone de transition entre les régions climatiques « Provence, Languedoc-Roussillon » et « Alpes du sud ».
Pour la période 1971-2000, la température annuelle moyenne est de 11,6 °C, avec une amplitude thermique annuelle de 18,2 °C. Le cumul annuel moyen de précipitations est de 872 mm, avec 6,8 jours de précipitations en janvier et 4 jours en juillet. Pour la période 1991-2020, la température moyenne annuelle observée sur la station météorologique de Météo-France la plus proche, « St Jurs », sur la commune de Saint-Jurs à 6 km à vol d'oiseau, est de 12,6 °C et le cumul annuel moyen de précipitations est de 828,9 mm. 
La température maximale relevée sur cette station est de 38 °C, atteinte le 28 juin 2019 ; la température minimale est de −16,5 °C, atteinte le 13 février 2010,,.
Les paramètres climatiques de la commune ont été estimés pour le milieu du siècle (2041-2070) selon différents scénarios d'émission de gaz à effet de serre à partir des nouvelles projections climatiques de référence DRIAS-2020. Ils sont consultables sur un site dédié publié par Météo-France en novembre 2022.

## Urbanisme

### Typologie
Au 1er janvier 2024, Moustiers-Sainte-Marie est catégorisée commune rurale à habitat dispersé, selon la nouvelle grille communale de densité à 7 niveaux définie par l'Insee en 2022.
Elle est située hors unité urbaine et hors attraction des villes,.
La commune, bordée par un plan d’eau intérieur d’une superficie supérieure à 1 000 hectares, le lac de Sainte-Croix, est également une commune littorale au sens de la loi du 3 janvier 1986, dite loi littoral. Des dispositions spécifiques d’urbanisme s’y appliquent dès lors afin de préserver les espaces naturels, les sites, les paysages et l’équilibre écologique du littoral, tel le principe d'inconstructibilité, en dehors des espaces urbanisés, sur la bande littorale des 100 mètres, ou plus si le plan local d’urbanisme le prévoit.

### Occupation des sols
L'occupation des sols de la commune en 2018, telle qu'elle ressort de la base de données européenne d’occupation biophysique des sols Corine Land Cover (CLC), est la suivante : végétation arbustive et herbacée (36,8 %), forêts (27,1 %), terres arables (17,7 %), espaces ouverts sans ou avec peu de végétation (8,2 %), zones agricoles hétérogènes (7,3 %), eaux intérieurs continentales (2,8 %), zones urbanisées (0,7 %).
Le tableau ci-dessous présente l'occupation des sols détaillées de la commune en 2018, telle qu'elle ressort de cette même base.

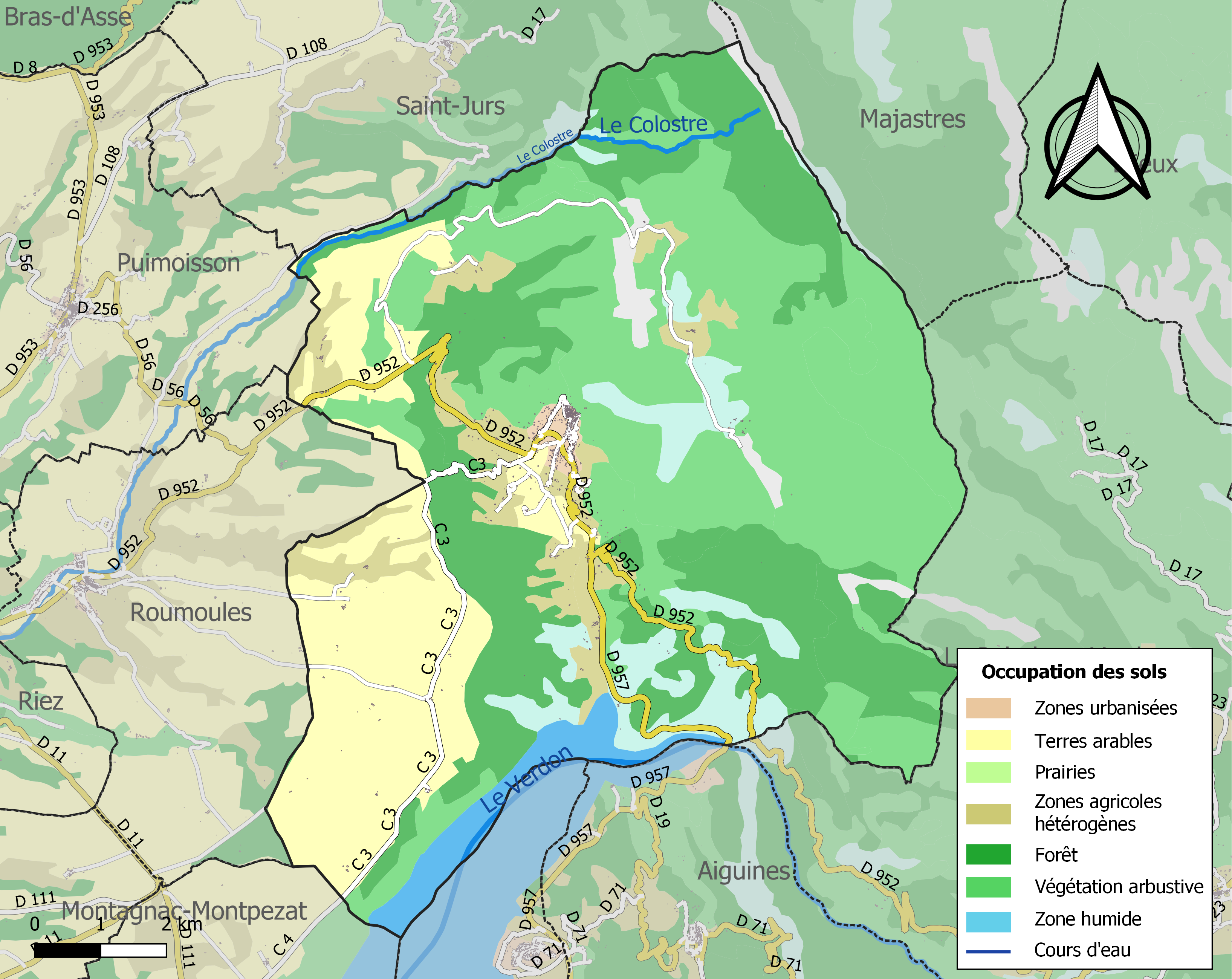
Carte des infrastructures et de l'occupation des sols de la commune en 2018 (CLC).

| Type d’occupation                                                                   | Pourcentage | Superficie (en hectares) |
| ----------------------------------------------------------------------------------- | ----------- | ------------------------ |
| Tissu urbain discontinu                                                             | 0,7 %       | 62                       |
| Terres arables hors périmètres d'irrigation                                         | 17,7 %      | 1604                     |
| Systèmes culturaux et parcellaires complexes                                        | 4,3 %       | 385                      |
| Surfaces essentiellement agricoles interrompues par des espaces naturels importants | 3,0 %       | 274                      |
| Forêts de feuillus                                                                  | 4,1 %       | 372                      |
| Forêts de conifères                                                                 | 18,6 %      | 1682                     |
| Forêts mélangées                                                                    | 4,4 %       | 400                      |
| Pelouses et pâturages naturels                                                      | 14,1 %      | 1278                     |
| Landes et broussailles                                                              | 17,2 %      | 1552                     |
| Forêt et végétation arbustive en mutation                                           | 5,0 %       | 450                      |
| Roches nues                                                                         | 1,6 %       | 142                      |
| Végétation clairsemée                                                               | 6,6 %       | 597                      |
| Plans d'eau                                                                         | 2,8 %       | 251                      |
| Source : Corine Land Cover                                                          |             |                          |

### Morphologie urbaine
Après l’incendie du quartier Tréguier, en 1994, la décision est prise de reconstituer l’oliveraie, afin de lui faire jouer le rôle de pare-feu. Les emplacements des plantations ont été choisis dans une perspective paysagère face au village, en complément des autres attraits touristiques de la commune (faïence, Verdon, site du village).

### Logements
- La commune dispose d'un plan local d'urbanisme[39] définissant les zones et les conditions de constructibilité[40].

### Projets d'aménagement et projets réalisés
- Travaux d'aménagement du site Point sublime-couloir Samson[41].
- Aménagement de la déchèterie[42].

## Toponymie
Le nom du village, tel qu’il apparaît pour la première fois dans les textes (Ecclesia Sancte Marie in Monasterii) en 1009, désigne les deux prieurés présents à proximité du village, dont un fondé au VIe siècle. Sainte-Marie fait référence à l'église paroissiale,. Il devient Moustiers-Sainte-Marie en 1848.
Le lieu-dit de l'Hert, au sud-ouest du village, est cité en 909 : il correspond à la villa (domaine) d'Ardas, donnée avec l'église Saint-Jean en sponsalitium, c'est-à-dire les biens données à l'épousée de Fouquier de Valensole.
La colline Manaysse, sur laquelle se trouve le hameau des Embourgues, tire son nom de Pons Manasse, propriétaire de biens situés sur cette colline, cité dans la charte authentifiant des dons de Guillaume de Riez à l'abbaye Saint-Victor de Marseille, vers 1090.

## Histoire

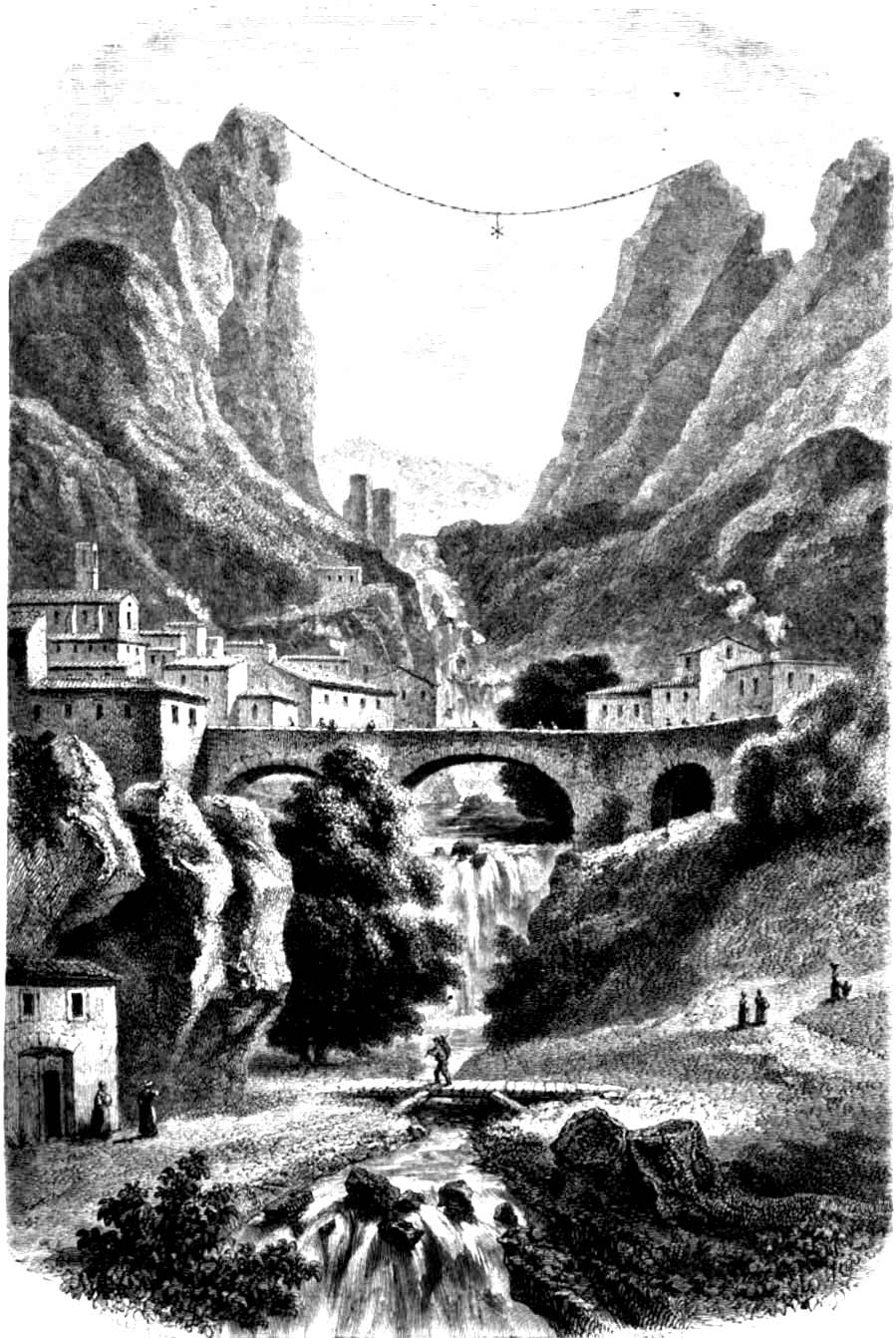
Gravure ancienne montrant la chaîne, l'étoile, et le pont sur le Riou.

### Préhistoire et Antiquité
Les périodes préhistorique et antique ont laissé plusieurs sites importants, dont la tombe du Grand Segriès fouillée par André Muller à la fin des années 1980. Un habitat se trouvait sur le dôme de la plaine de Quinson au deuxième Âge du Fer.
De la période de présence romaine datent de nombreux vestiges. Plusieurs sites indiquent une occupation humaine de cette époque.

### Moyen Âge
La petite ville de Moustiers est fondée au Ve siècle par une colonie de moines. Un chapitre de chanoines y est fondé en 1052, et perdure jusqu'au don de toutes les églises de Moustiers et de la vallée à l'abbaye de Lérins, en 1097. Le monastère se partageait les droits seigneuriaux avec l'abbaye de Lérins aux XIe et XIIe siècles, avant que le bourg rejoigne le domaine des comtes de Provence.
Le lieu-dit Ourbès était déjà occupé à la période carolingienne : c’est la villa Orbesio, fondée au VIIIe siècle. Située sur un plateau à 1 000 m d’altitude, elle pouvait être à la tête d’un vaste domaine.
Le prieuré Saint-Jean, peut être cité en 909 parmi les biens de l'abbaye de Cluny, appartient ensuite à l’abbaye Saint-Victor de Marseille, qui le cède à l'abbaye de Lérins au début du XIIe siècle, qui le lui retourne ensuite. Les autres églises, Saint-Saturnin, Saint-Michel, relèvent de Lérins.
Le comte de Provence accorde un consulat aux habitants au XIIIe siècle, et installe le siège d’une baillie à Moustiers en 1300. En 1305, une petite communauté juive comptant neuf feux était établie à Moustiers (soit une cinquantaine d'habitants environ). La présence de cette communauté, d'un marché important, sont des indices montrant qu'à cette époque, Moustiers était une petite capitale régionale.
Guillaume de Moustiers-Gaubert fut seigneur de Ventavon. Il donna une procuration à son fils, le damoiseau Bertrand, en 1312, pour vendre sa part de Moustiers au roi Robert. La famille des Moustiers-Gaubert était une des familles nobles les plus vieilles de Provence. J.-P. Poly signale qu'au XIe siècle, elle figure parmi les plus anciennes familles de propriétaires laïcs dont les possessions étaient situées dans la région du Verdon.
La mort de la reine Jeanne Ire ouvre une crise de succession à la tête du comté de Provence, les villes de l'Union d'Aix (1382-1387) soutenant Charles de Duras contre le duc Louis Ier d'Anjou. La communauté de Moustiers se rallie au parti angevin en avril 1386, après la mort du duc et des négociations avec la régente Marie de Blois. Celle-ci accorde à la communauté le rattachement au domaine royal, ce qui signifiait relever d’un autre régime légal et fiscal.
Après la guerre de Cent Ans et une fois la sécurité revenue, de 1442 à 1471, plusieurs familles venues de Sausses s'installent à Moustiers afin de repeupler la communauté.

### Les Temps modernes: duXVIesiècleauXVIIIesiècle
La baillie est érigée en viguerie en 1540 en même temps que toutes celles de Provence,, ; elle est aussi d’une foire jusqu’à la Révolution.
La communauté est plusieurs fois en procès avec le prieur de la chapelle Saint-Jean qui n'assume pas ses fonctions : prieur commendataire, il résidait à Marseille et affermait les possessions de son prieuré. Le prieur est condamné une première fois en 1541, puis un second procès au XVIIe siècle n'aboutit pas. Enfin, il est à nouveau condamné au XVIIIe siècle.
Le bourg connaît une grande renommée aux XVIIe et XVIIIe siècles grâce à la « faïence de Moustiers ».
Selon la tradition, un religieux, venu de Faênza (Italie), aurait appris à un potier de la ville le secret du bel émail blanc laiteux qui devait assurer avec le bleu dit « de Moustiers » la réputation des faïences locales. À la fin du XVIIIe siècle douze ateliers fonctionnaient. Puis les fours s'éteignirent un à un, le dernier en 1873. Marcel Provence, entreprit, en 1925, de faire renaître à Moustiers l'art de la faïence. Il construisit un four et, avec le concours d'artistes décorateurs et d'artisans qualifiés, en fit sortir une production originale, inspirée de la flore et des insectes du pays.
Moustiers est un des rares bourgs de Haute-Provence à accueillir une loge maçonnique avant la Révolution, nommée Les Indissolubles et affiliée à la Grande loge provinciale en 1788,.

### Révolution française
La nouvelle de la prise de la Bastille est accueillie favorablement, cet événement annonçant la fin de l’arbitraire royal et, peut-être, des changements plus profonds dans l’organisation de la France. Immédiatement après l’arrivée de la nouvelle, un grand phénomène de peur collective s’empare de la France. Des rumeurs de troupes de plusieurs milliers d’hommes en armes, soldés par les aristocrates et dévastant tout sur leur passage, se propagent à grande vitesse et provoquent la panique. On sonne le tocsin, on s’arme, on envoie des messages aux villages voisins pour se renseigner, ce qui propage la peur. Les solidarités se créent ainsi ; les milices formées à cette occasion constituent la base des bataillons de la garde nationale. Cette Grande Peur, venant de Digne et appartenant au courant de la « peur du Mâconnais », atteint Moustiers et sa région le 31 juillet 1789 avant de s’éteindre.
Le prieuré Saint-Jean, qui appartenait à l’abbaye Saint-Victor, est vendu comme bien national.
Une société patriotique y est rapidement créée : elle fait partie des 21 premières créées dans les Basses-Alpes, avant juin 1792. Le 5 frimaire an III (25 novembre 1794), le représentant en mission Gauthier épure la société.
La Révolution et le Premier Empire apportent nombre d’améliorations, dont une imposition foncière égale pour tous, et proportionnelle à la valeur des biens de chacun. Afin de la mettre en place sur des bases précises, la levée d’un cadastre est décidée. La loi de finances du 15 septembre 1807 précise ses modalités, mais sa réalisation est longue à mettre en œuvre, les fonctionnaires du cadastre traitant les communes par groupes géographiques successifs. Ce n’est qu’en 1836 que le cadastre napoléonien de Moustiers est achevé.

### Époque contemporaine
Le coup d'État du 2 décembre 1851 commis par Louis-Napoléon Bonaparte contre la Deuxième République provoque un soulèvement armé dans les Basses-Alpes, en défense de la Constitution. Après l’échec de l’insurrection, une sévère répression poursuit ceux qui se sont levés pour défendre la République : 14 habitants de Moustiers-Sainte-Marie sont traduits devant la commission mixte, la majorité étant condamnés à la déportation en Algérie.
Comme de nombreuses communes du département, Moustiers-Sainte-Marie se dote d’une école bien avant les lois Jules Ferry : en 1863, elle en possède déjà une qui dispense une instruction primaire aux garçons et aux filles, au chef-lieu : la loi Falloux (1851) impose l’ouverture d’une école de filles aux communes de plus de 800 habitants.
Jusqu’au milieu du XXe siècle, la vigne était cultivée à Moustiers-Sainte-Marie. Plusieurs dizaines d’hectares produisaient un vin destiné à l’autoconsommation et à la vente sur les marchés locaux. Cette culture a été ensuite abandonnée.

## Politique et administration

### Intercommunalité
Moustiers-Sainte-Marie était, en 2011, l'une des treize communes du département à n'être rattachée à aucun établissement public de coopération intercommunale (EPCI) à fiscalité propre. À la suite du schéma départemental de coopération intercommunale de 2011 établi par la préfecture, prévoyant « la couverture intégrale du territoire par des EPCI à fiscalité propre », la commune faisait partie, de 2013 et à 2016, de la communauté de communes Asse Bléone Verdon ; depuis le 1er janvier 2017, de la Provence-Alpes Agglomération.

### Liste des maires
| Période                                  | Période   | Identité             | Étiquette | Qualité                                                                              |
| ---------------------------------------- | --------- | -------------------- | --------- | ------------------------------------------------------------------------------------ |
| Années 1800                              |           | Bruno César Clappier |           | Conseiller à la Cour impériale de Paris, juge de paix, conseiller général 1864-1871) |
|                                          |           |                      |           |                                                                                      |
| mai 1945                                 |           | Jules Rouvier        | UDR       |                                                                                      |
|                                          |           |                      |           |                                                                                      |
| mars 1989                                | mars 2008 | Fred Single          | PS        | Conseiller général du canton de Moustiers-Sainte-Marie (1994-2001)                   |
| mars 2008                                | mars 2014 | Alain Archiloque,    | DVG       | retraité de l'enseignement                                                           |
| mars 2014 à Juin 2020                    | mai 2020  | Patricia Brun        |           | Employée (secteur privé)                                                             |
| mai 2020                                 | en cours  | Marc Bondil          |           | Cadre administratif et commercial d'entreprise                                       |
| Les données manquantes sont à compléter. |           |                      |           |                                                                                      |

### Budget et fiscalité 2020
En 2020, le budget de la commune était constitué ainsi :
- total des produits de fonctionnement : 1 307 000 €, soit 1 803 € par habitant ;
- total des charges de fonctionnement : 990 000 €, soit 1 366 € par habitant ;
- total des ressources d’investissement : 273 000 €, soit 376 € par habitant ;
- total des emplois d’investissement : 272 000 €, soit 375 € par habitant.
- endettement : 792 000 €, soit 1 032 € par habitant.

Avec les taux de fiscalité suivants :
- taxe d’habitation : 4,00 % ;
- taxe foncière sur les propriétés bâties : 17,44 % ;
- taxe foncière sur les propriétés non bâties : 69,23 % ;
- taxe additionnelle à la taxe foncière sur les propriétés non bâties : 0,00 % ;
- cotisation foncière des entreprises : 0,00 %.

Chiffres clés Revenus et pauvreté des ménages en 2018 : médiane en 2018 du revenu disponible, par unité de consommation : 19 450 €.

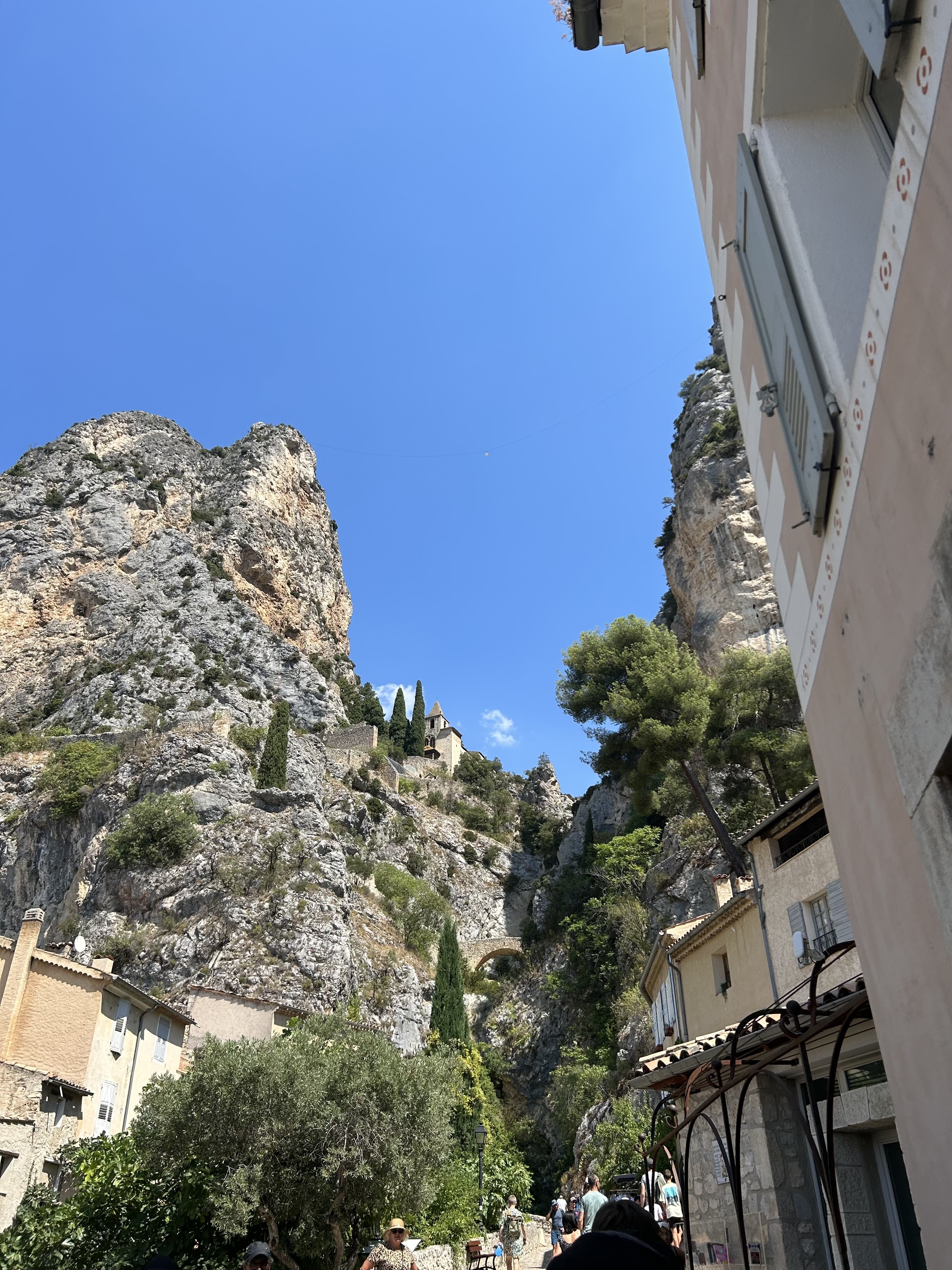
Moustier-Sainte-Marie en été

### Politique environnementale
Moustiers-Sainte-Marie est l'une des 46 communes du parc naturel régional du Verdon depuis le 3 mars 1997. Le caractère remarquable de ses patrimoines naturels, culturels et paysagers est ainsi reconnu nationalement.
La commune a obtenu le niveau « trois fleurs » au concours des villes et villages fleuris.

### Administrations
Une brigade de gendarmerie de proximité est implantée à Moustiers-Sainte-Marie. Elle dépend de celle de Riez.

### Jumelages
Au 7 novembre 2017, Moustiers-Sainte-Marie est jumelée avec, :
- Montelupo Fiorentino  (Italie) depuis 1996.

## Population et société

### Démographie
Les habitants sont appelés les Moustiérains.
L'évolution du nombre d'habitants est connue à travers les recensements de la population effectués dans la commune depuis 1765. Pour les communes de moins de 10 000 habitants, une enquête de recensement portant sur toute la population est réalisée tous les cinq ans, les populations de référence des années intermédiaires étant quant à elles estimées par interpolation ou extrapolation. Pour la commune, le premier recensement exhaustif entrant dans le cadre du nouveau dispositif a été réalisé en 2007.

En 2022, la commune comptait 695 habitants, en évolution de −0,86 % par rapport à 2016 (Alpes-de-Haute-Provence : +2,84 %, France hors Mayotte : +2,11 %).
| 1765  | 1793  | 1800  | 1806  | 1821  | 1831  | 1836  | 1841  | 1846  |
| ----- | ----- | ----- | ----- | ----- | ----- | ----- | ----- | ----- |
| 1 955 | 1 902 | 1 831 | 1 752 | 1 828 | 1 725 | 1 790 | 1 812 | 1 589 |

| 1851  | 1856  | 1861  | 1866  | 1872  | 1876  | 1881  | 1886  | 1891  |
| ----- | ----- | ----- | ----- | ----- | ----- | ----- | ----- | ----- |
| 1 473 | 1 372 | 1 297 | 1 193 | 1 246 | 1 193 | 1 167 | 1 137 | 1 062 |

| 1896  | 1901 | 1906 | 1911 | 1921 | 1926 | 1931 | 1936 | 1946 |
| ----- | ---- | ---- | ---- | ---- | ---- | ---- | ---- | ---- |
| 1 001 | 907  | 868  | 785  | 548  | 545  | 542  | 534  | 494  |

| 1954 | 1962 | 1968 | 1975 | 1982 | 1990 | 1999 | 2006 | 2007 |
| ---- | ---- | ---- | ---- | ---- | ---- | ---- | ---- | ---- |
| 444  | 478  | 535  | 602  | 575  | 580  | 625  | 696  | 705  |

| 2012 | 2017 | 2022 | - | - | - | - | - | - |
| ---- | ---- | ---- | - | - | - | - | - | - |
| 691  | 709  | 695  | - | - | - | - | - | - |

| 1315     | 1471     |
| -------- | -------- |
| 500 feux | 162 feux |

L’histoire démographique de Moustiers-Sainte-Marie, après la saignée des XIVe et XVe siècles et le long mouvement de croissance jusqu’au début du XIXe siècle, est marquée par une période d’« étale » où la population reste relativement stable à un niveau élevé. Cette période dure jusqu’au milieu du XIXe siècle. L’exode rural provoque ensuite un mouvement de recul démographique rapide et de longue durée. En 1901, la commune a perdu plus de la moitié de sa population par rapport au maximum historique. Le mouvement de baisse ne s'interrompt définitivement que dans les années 1960. Depuis, la population a repris sa croissance lentement.

### Enseignement
Établissements d'enseignements :
- La commune est dotée d’une école maternelle et primaire[92].
- Collège à Riez

### Manifestations culturelles et festivités
- Fête patronale de Notre-Dame-de-Beauvoir[93]
- Les rencontres de sculptures monumentales : 5e rencontre[94].
- Concert "Noël baroque"[95].

### Santé
Professionnels et établissements de santé :
- Médecins à Moustiers-Sainte-Marie, Riez,
- Pharmacies à Moustiers-Sainte-Marie, Riez,
- Hôpitaux à Castellane, Oraison,
- Centre hospitalier de Digne-les-Bains.

### Sports
La commune offre une large palette d'activités sportives :
- Nautisme.
- Sports Aériens.
- Sports équestres.
- Vélo électrique.
- Randonnée pédestre.
- Escalade, rafting, canyoning, randonnée aquatique, parcours aventure, parcours sur falaises.

### Cultes
- Culte catholique, Paroisse de Moustier[98], Diocèse de Digne.

## Économie

### Aperçu général
En 2009, la population active s'élevait à 379 personnes, dont 61 chômeurs (76 fin 2011). Ces travailleurs sont salariés à une courte majorité (59 %) et travaillent majoritairement dans la commune (83 %), ce qui est assez rare. Les différents tourismes (cures thermales, culturel, sportif, détente) représentant l'essentiel de l'activité économique relèvent de Moustiers-Sainte-Marie, même l'activité agricole servant, dans une certaine mesure, de support à l'activité touristique (paysage d'oliviers notamment). L'important flux de touristes fournit un débouché au commerce, à l'artisanat, à la production de la lavande (miel, distillerie...).

### Agriculture
Fin 2010, le secteur primaire (agriculture, sylviculture, pêche) comptait 30 établissements actifs au sens de l’Insee (exploitants non-professionnels inclus) et un emploi salarié.
Le nombre d’exploitations professionnelles, selon l’enquête Agreste du ministère de l’Agriculture, est de 32 en 2010. Il était de 35 en 2000, de 50 en 1988. Actuellement[Quand ?], ces exploitants sont spécialisés dans les grandes cultures pour dix d’entre eux et les cultures permanentes (arboriculture, oléiculture) pour dix autres. Cinq exploitations sont des élevages ovins, les sept restantes pratiquant la polyculture. De 1988 à 2000, la surface agricole utile (SAU) avait légèrement baissé, de 2353 à 2 204 ha. Elle a depuis 2000 augmenté pour parvenir à 2 740 ha.

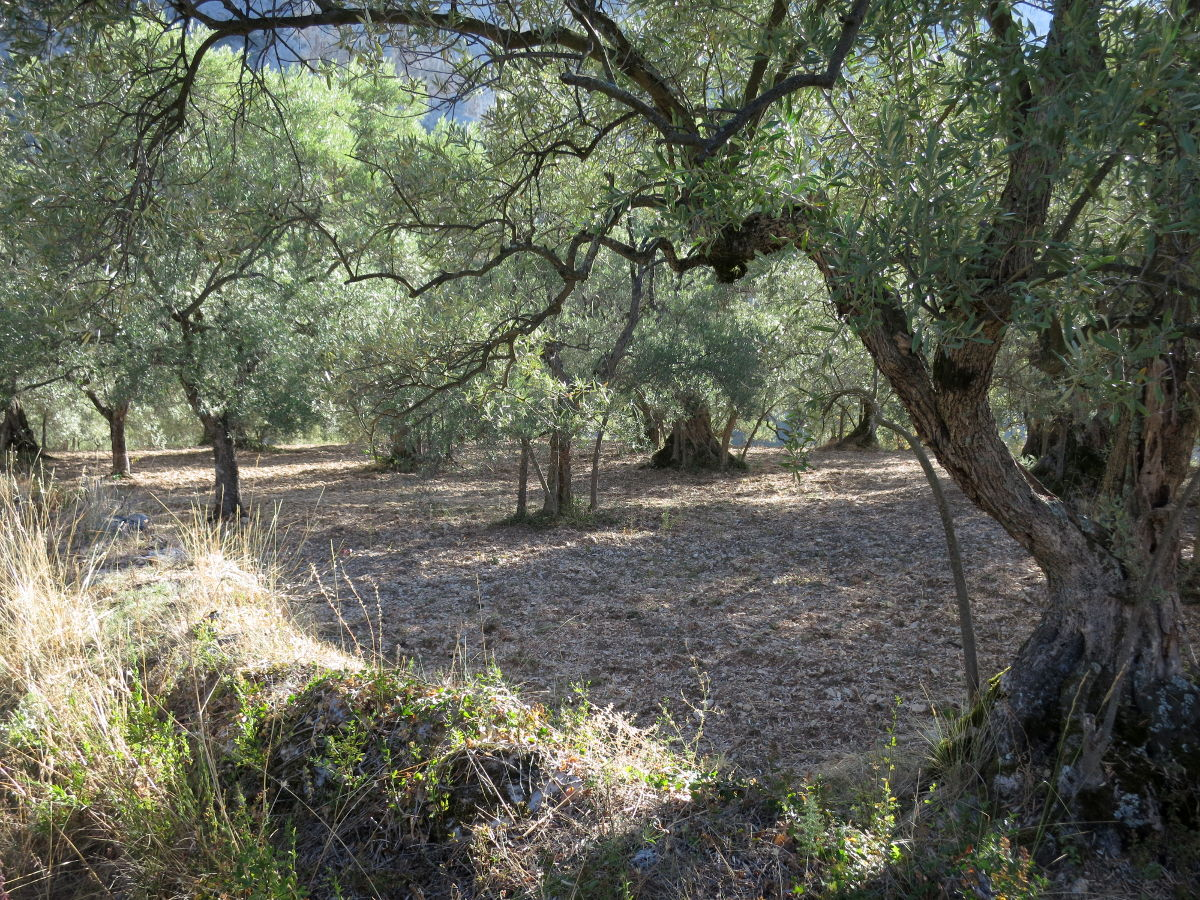
Oliveraie à Moustiers-Sainte-Marie.

L’oléiculture, avec dix exploitants et une oliveraie de 20 000 pieds, joue un rôle important dans la commune. L’huile d'olive produite bénéficie de l’AOP "Huile d'olive de Haute-Provence". La culture de l’olivier est pratiquée dans la commune depuis des siècles, tout en étant limitée à certains versants. Le terroir de la commune se situe en effet à la limite altitudinale de l’arbre, qui ne peut que difficilement être exploité au-delà des 650 mètres : à Moustiers-Sainte-Marie, il s’agit des versants bien exposés des vallons entaillant le plateau de Valensole. L’oliveraie de Moustiers-Sainte-Marie occupait plusieurs dizaines d’hectares au début du XIXe siècle. Actuellement[Quand ?], elle a fortement régressé : on ne compte plus que 3 300 arbres, contre 20 500 il y a un siècle.
Elle est chargée d’un rôle patrimonial et paysager, en plus de son rôle productif.

### Industrie
Fin 2010, le secteur secondaire (industrie et construction) comptait 33 établissements, employant 34 salariés.

### Activités de service
Fin 2010, le secteur tertiaire (commerces, services) comptait 152 établissements (avec 117 emplois salariés), auxquels s’ajoutent les 12 établissements du secteur administratif (regroupé avec le secteur sanitaire et social et l’enseignement), salariant 66 personnes.
Les visiteurs sont au nombre de 600 000 en 1991 et de 900 000 en 1996. D'après l’Observatoire départemental du tourisme, la fonction touristique est très importante pour la commune, avec plus de cinq touristes accueillis par habitant, l’essentiel de la capacité d'hébergement étant marchande. Les structures d’hébergement à finalité touristique de Moustiers-Sainte-Marie sont importantes et couvrent une large gamme de confort :
- neuf hôtels[111], dont quatre classé deux étoiles[112], quatre classés trois-étoiles[113]  et un classé quatre-étoiles[114]  La capacité hôtelière correspondante est de 134 chambres[115] ;
- huit campings : deux aires naturelles de camping[116], trois campings classés deux étoiles[117]  et trois classés trois-étoiles. Les campings classés ont une capacité totale de 763 emplacements[118] ;
- la commune compte aussi de nombreux meublés labellisés[119]  et non-labellisés[120] ;
- des chambres d’hôtes[121] ;
- les hébergements collectifs sont aussi représentés, avec un village de vacances et un gîte[122].

Les résidences secondaires apportent un complément important à la capacité d’accueil : au nombre de 239, elles représentent 37 % des logements. Parmi les résidences secondaires, 44 possèdent plus d’un logement,.

## Culture locale et patrimoine

### Lieux et monuments

#### L'étoile de Moustiers

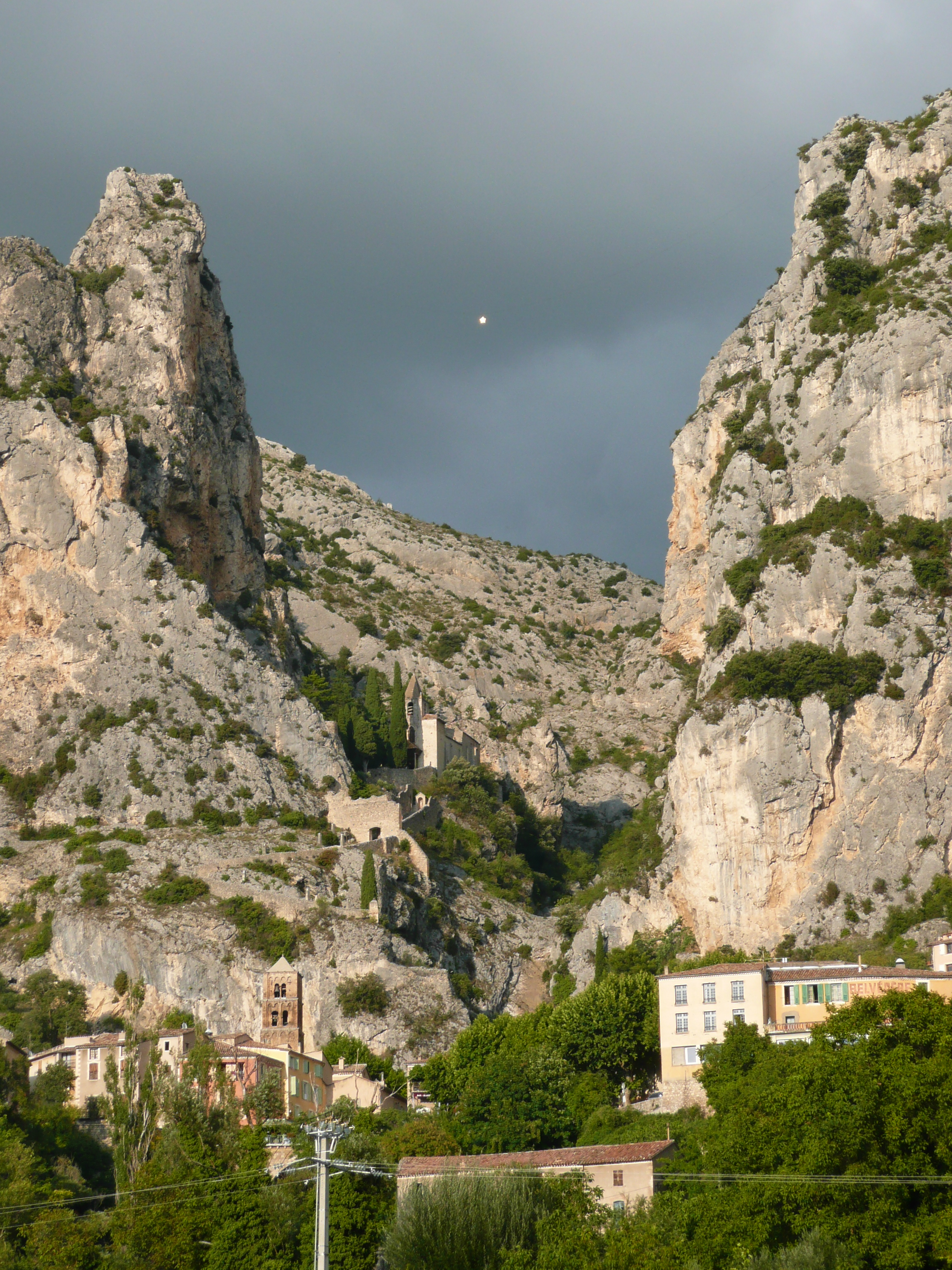
L'étoile de Moustiers, au-dessus du village.

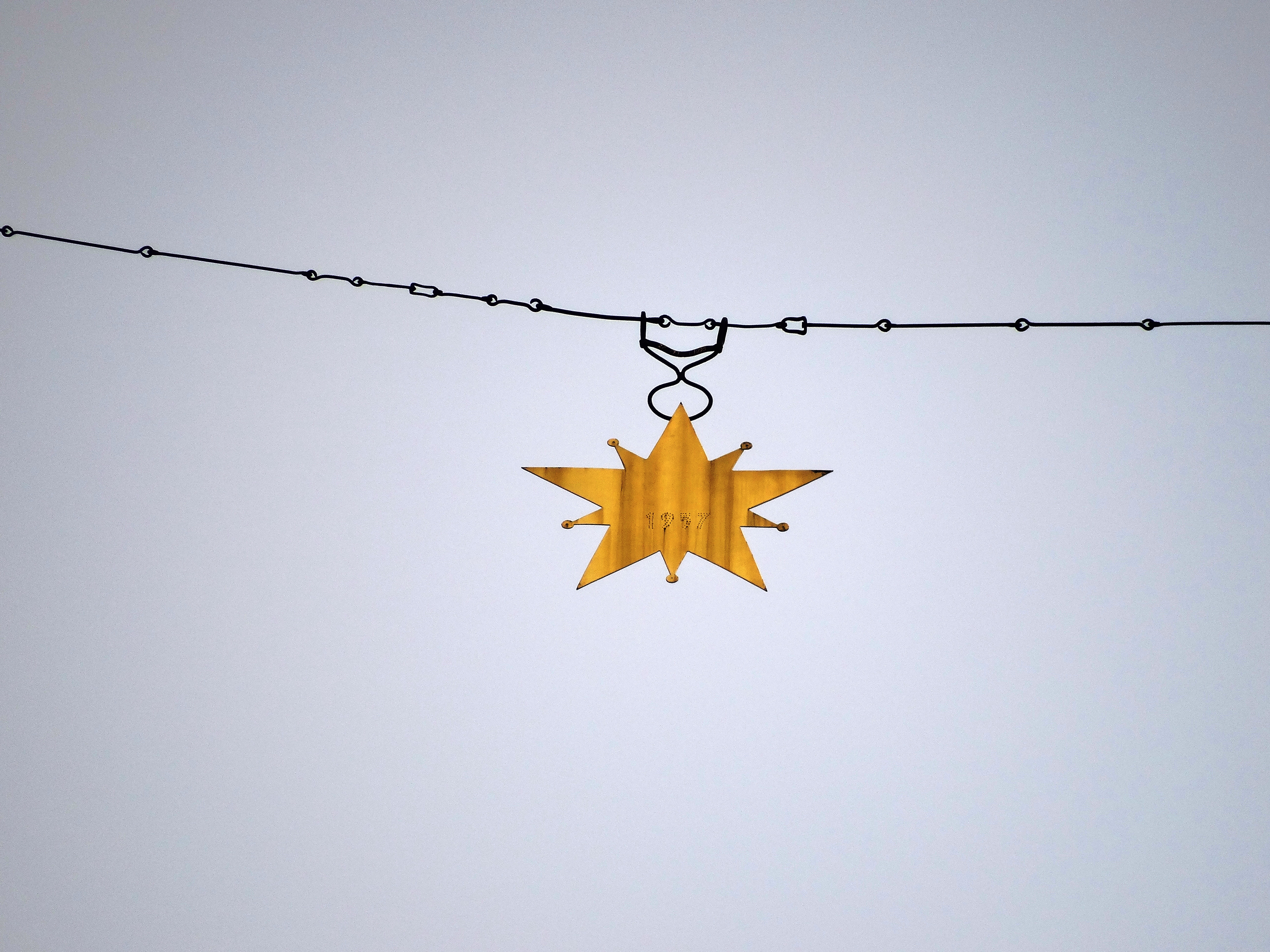
Gros plan sur l'étoile des Moustiers.

L’étoile de Moustiers est accrochée à une chaîne, tendue entre deux montagnes, à plusieurs dizaines de mètres au-dessus du sol. Selon la légende rapportée par Frédéric Mistral, il s'agit d'un ex-voto : le chevalier de Blacas, qui fut fait prisonnier en croisade par les Mamelouks à Damiette en 1249, fit la promesse de consacrer un monument à la Vierge s'il revenait un jour en son fief. Revenu sain et sauf, il a tenu sa promesse et a fait suspendre une étoile à seize branches, emblème de sa famille. Une autre légende raconte que deux amoureux du village, issus de deux familles ennemies qui leur interdisaient de s’aimer, se sont suicidés ici, et que les deux familles ont ensuite fait suspendre cette chaîne. On dit aussi qu’elle est due à un chevalier de Rhodes. Bref, personne n’en sait véritablement rien et il existe au total 17 versions sur l’origine de cette étoile,. L’étoile est tombée au moins onze fois en tout. Une nouvelle, de 80 cm, avec une chaîne de  400 kg fut accrochée en 1882 et l'étoile que l'on peut admirer aujourd'hui n'est pas l'étoile originale mais celle reproduite en 1957 à la suite d'une chute. La chaîne actuelle, longue de 135 m, pèse environ 150 kg et l'étoile a un diamètre de 115 cm puis n'a maintenant que cinq branches. En 1995, l'étoile s'est décrochée et a été retrouvée au fond du ravin. Les habitants se sont cotisés et un mois après elle a été redorée et remise en place.

#### Le musée de la faïence

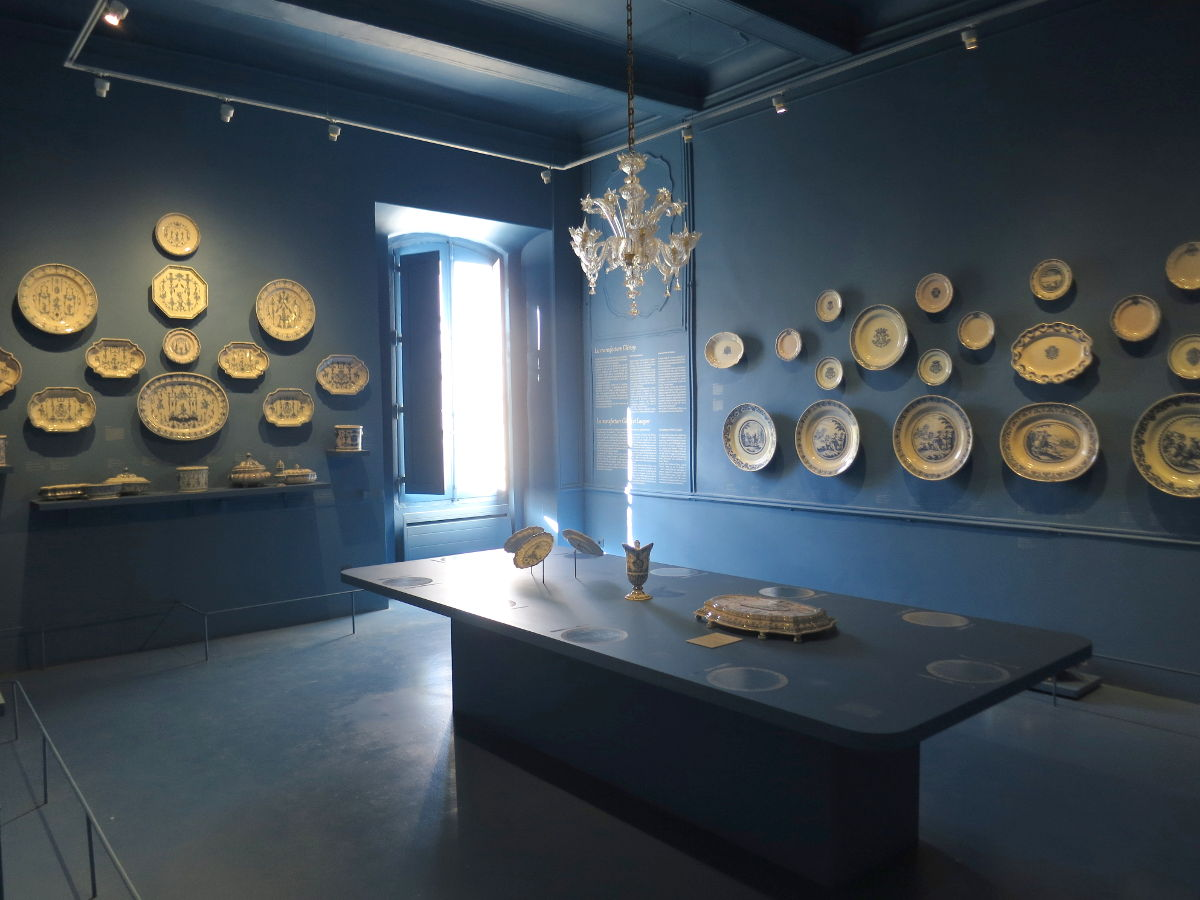
Vue d'une salle du musée de la faïence.

Le musée de Moustiers est fondé en 1930. Il est consacré à la faïence de Moustiers et présente des faïences des différentes époques fabriquées dans le village, parmi lesquelles de belles pièces décorées des XVIIe et XVIIIe siècles, œuvres des maîtres Clérissy, Olérys et Ferrat. En 2014, le musée a été rénové et ses collections enrichies grâce à la donation du collectionneur Pierre Jourdan-Barry.

#### L'église Notre-Dame de L’Assomption

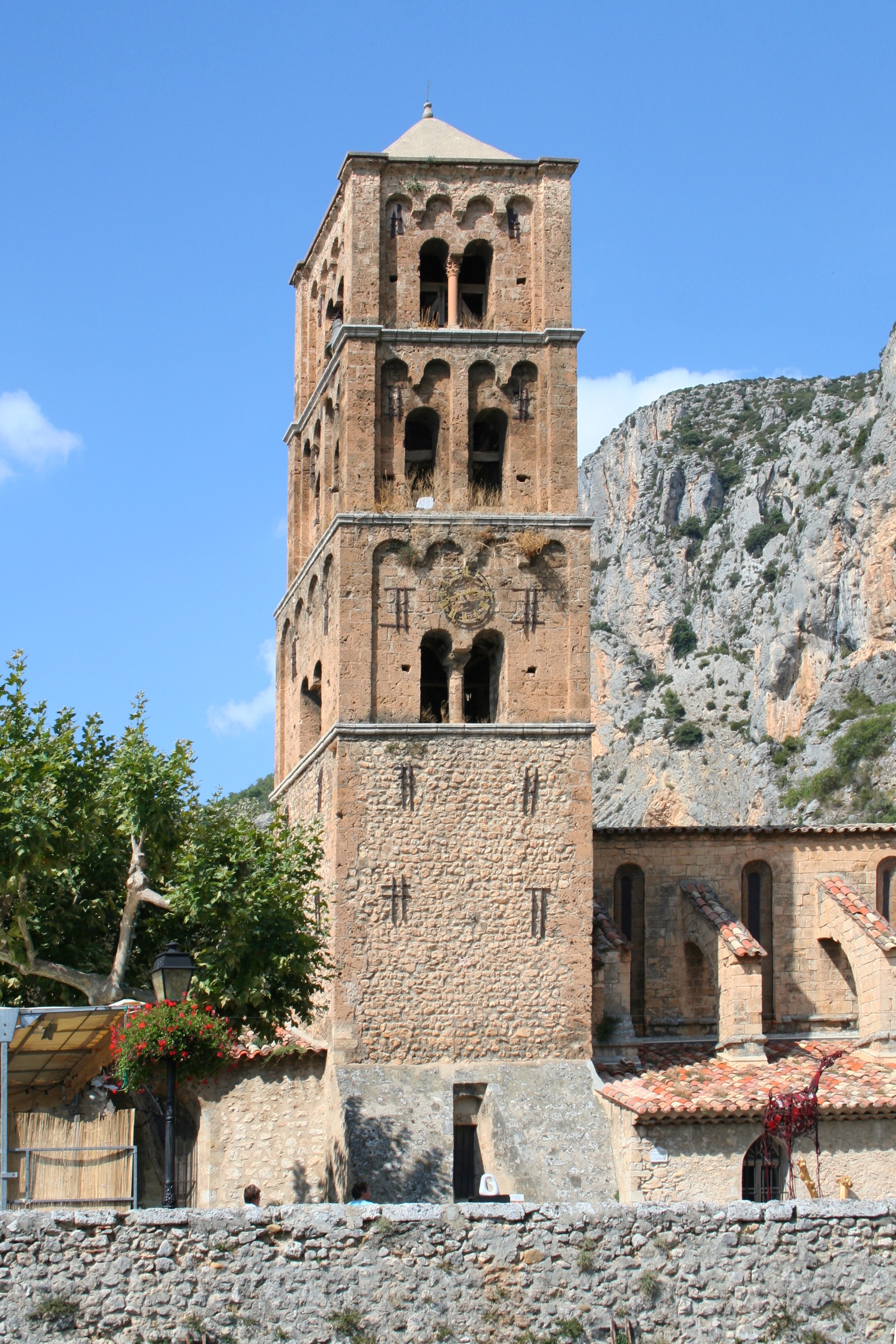
Clocher de l’église Notre-Dame-de-l'Assomption.

L'église paroissiale Notre-Dame-de-l'Assomption est classée monument historique. Sa construction est bien connue : elle est ordonnée par le cardinal Pierre de Pratis, entre 1336 et 1361. Seul le chœur est construit, et forme un angle prononcé avec la nef. Celle-ci est romane, et s’étend sur une longueur de cinq travées, voûtées en berceau brisé, avec deux bas-côtés. Les chapiteaux sont ornés de feuilles de chêne. Le clocher, de style lombard, est ajouré d'arcades romanes soutenues par de fines colonnettes.

#### La chapelle Notre-Dame-de-Beauvoir

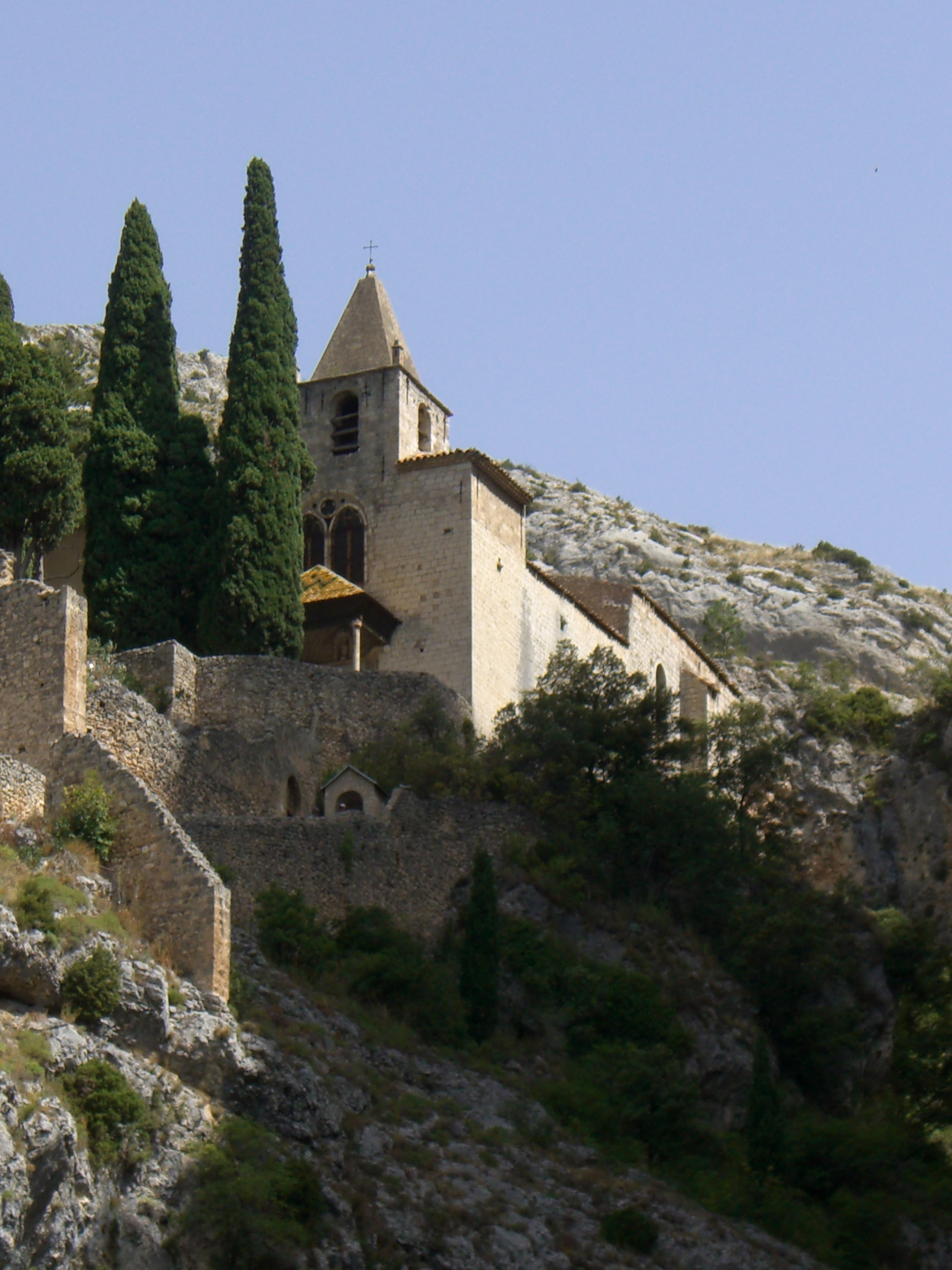
La chapelle Notre-Dame-de-Beauvoir.

La chapelle Notre-Dame-de-Beauvoir, ou d’Entremont, ou de la Roche, possède un porche roman, dominé par un petit clocher de même époque que l’église paroissiale. La porte de bois date de la Renaissance. À l'intérieur, les deux premières travées de la nef sont romanes et remontent au XIIe siècle, les deux autres gothiques ainsi que l'abside. C'était autrefois un "sanctuaire à répit". Un chemin de croix, ponctué d’oratoires ornés de plaques émaillées, y conduit. Depuis la chapelle Notre-Dame-de-Beauvoir située au sommet du village, on peut admirer un immense panorama sur la vallée de la Maire et le plateau de Valensole.
À proximité de la chapelle Notre-Dame-de-Beauvoir, la grotte (anfractuosité) Sainte Madeleine.

#### Autres éléments remarquables
Une porte de l’enceinte du XVe siècle subsiste.
La chapelle du Clastre est gothique des XIIIe – XIVe siècles>.
Une chapelle est aménagée dans une grotte, la chapelle de la Madeleine,. La chapelle Sainte-Anne date du XVIIe siècle : elle est construite en style roman avec les pierres du mur d’enceinte de la ville.
L’ancienne chapelle du prieuré de Saint-Victor Saint-Jean-de-l’Aval a été utilisée comme grange depuis le XVIe siècle au moins. Elle n’a plus son abside et sa voûte. Les restes de la chapelle Saint-Saturnin, construite au début du XIIe siècle, sont reconvertis en ferme depuis le XIXe.
Le prieuré Saint-Martin-d’Ourbès, à 5 km au sud-est du village, est en ruines, au milieu de la forêt.
Monuments commémoratifs : Monument aux Morts, Plaque commémorative.
Cadrans solaires.

### Patrimoine naturel
La commune compte 1 797 ha de bois et forêts, soit 20 % de sa superficie.
Moustiers-Sainte-Marie est l'une des 46 communes du Parc naturel régional du Verdon depuis le 3 mars 1997. Le caractère remarquable de ses patrimoines naturels, culturels et paysagers est ainsi reconnu nationalement.
Le moustique tigre, probablement apporté involontairement par des touristes varois en voiture, est présent à Moustiers-Sainte-Marie. Il est susceptible de transmettre la dengue et le chikungunya.

### Personnalités liées à la commune
- Jean-François de Bertet de La Clue-Sabran, né à Moustiers en 1696. Officier de marine, il deviendra lieutenant général des armées navales.
- Marc-Antoine Taxil (1704-1783), poète.
- Joseph Antoine Thomas (1776-1839), né à Moustiers, député des Bouches-du-Rhône puis de l’Eure sous la Seconde Restauration.
- Victor Clappier (1804-1877), né à Moustiers, député du Var sous la monarchie de Juillet.
- Marcel Provence, à l'origine de la renaissance de la faïence de Moustiers et de la création du musée de Moustiers.

### Héraldique
| Blason de Moustiers-Sainte-Marie | Blason  | D'azur à deux rochers d’argent mouvants des flancs sur une terrasse de sinople entre lesquels sont posées en fasce deux fleurs de lys d'or accompagnées en chef d'une chaîne d’argent reliant les cimes des deux rochers au milieu de laquelle est suspendue par un chaînon du même une étoile d'or. |
| Blason de Moustiers-Sainte-Marie | Détails | Le statut officiel du blason reste à déterminer. |